# Lưu Nghĩa Khánh
Lâm Xuyên Khang vương Lưu Nghĩa Khánh (chữ Hán: 刘义庆, 403 – 444), người Tuy Lý, Bành Thành, quan viên, nhà văn, hoàng thân nhà Lưu Tống trong lịch sử Trung Quốc.

## Thăng tiến
Nghĩa Khánh là con trai thứ hai của Trường Sa Cảnh vương Lưu Đạo Liên – em trai khác mẹ của Lưu Tống Vũ đế Lưu Dụ. Nghĩa Khánh từ nhỏ được Vũ đế biết tài, luôn nói: "Đây là Phong Thành của nhà ta đấy."  Lên 13 tuổi (415), Nghĩa Khánh được Lưu Dụ – khi ấy còn là quyền thần nhà Đông Tấn – chọn làm người kế tự của chú út Lưu Đạo Quy, tập phong Nam Quận công; được trừ chức Cấp sự, không nhận. Năm Nghĩa Hi thứ 12 (416), Nghĩa Khánh tham gia chinh phạt Hậu Tần, trở về được bái làm Phụ quốc tướng quân, Bắc Thanh Châu thứ sử, chưa nhiệm chức, dời làm Đốc Dự Châu chư quân sự, Dự Châu thứ sử, thêm chức Đốc Hoài Bắc chư quân sự, Dự Châu thứ sử, tướng quân đều như cũ.
Năm Vĩnh Sơ đầu tiên (220) thời Vũ đế, Nghĩa Khánh được tập phong Lâm Xuyên vương, chinh làm Thị trung.
Năm Nguyên Gia đầu tiên (424) thời Văn đế, được chuyển Tán kỵ thường thị, Bí thư giám, dời làm Độ chi thượng thư, thăng làm Đan Dương doãn, gia hiệu Phụ quốc tướng quân, thường thị đều như cũ.
Năm thứ 6 (429), được gia Thượng thư tả bộc xạ. Năm thứ 8 (431), sao Thái Bạch phạm Hữu Chấp Pháp (β Virginis), Nghĩa Khánh sợ có tai họa, xin ra giữ trấn ngoài. Văn đế hạ chiếu cho rằng tinh tượng khó lường, không đồng ý. Nghĩa Khánh cố xin giải chức bộc xạ, được đế đồng ý, gia chức Trung thư lệnh, tiến hiệu Tiền tướng quân, thường thị, doãn như cũ.

## Nhiệm chức ở Kinh Châu
Năm thứ 9 (432), ra làm Sứ trì tiết, Đô đốc Kinh, Ung, Ích, Ninh, Lương, Nam – Bắc Tần 7 châu chư quân sự, Bình tây tướng quân, Kinh Châu thứ sử. Nghĩa Khánh tính khiêm tốn, vào lúc mới đến Kinh Châu, không nhận lễ vật đón chào.
Năm thứ 12 (435), triều đình hạ lệnh quan viên trong ngoài tiến cử nhân tài, Nghĩa Khánh dâng biểu tiến cử người Tân Dã là Lâm Tự lệnh (tiền nhiệm) Dữu Thực, người Vũ Lăng là Phụng triều thỉnh (tiền nhiệm) Cung Kì, xử sĩ người Nam Quận là Sư Giác.
Nghĩa Khánh để ý phủ dụ bộ hạ, đối với thân sinh của quan viên trong châu không ở cùng con cái tại nhiệm sở, hằng năm 3 lần phái người đến thăm. Khi trước Vương Hoằng ở Giang Châu, cũng thi hành chế độ này. Nghĩa Khánh ở Kinh Châu 8 năm, giúp miền tây an tĩnh.

## Nhiệm chức ở Giang Nam
Năm thứ 16 (439), được đổi thụ Tán kỵ thường thị, Đô đốc Giang Châu, Dự Châu chi Tây Dương, Tấn Hi, Tân Thái 3 quận chư quân sự, Vệ tướng quân, Giang Châu thứ sử, trì tiết như cũ.
Năm thứ 17 (440), được giữ bản hiệu, làm Đô đốc Nam Duyện, Từ, Duyện, Thanh, Ký, U 6 châu chư quân sự, Nam Duyện Châu thứ sử. Sau đó được gia Khai phủ nghi đồng tam tư.

## Cái chết
Nghĩa Khánh ở Quảng Lăng, có bệnh, gặp lúc xuất hiện cầu vồng trắng trên thành, hươu nước chạy vào phủ; ông rất lo sợ, cố xin về triều. Nghĩa Khánh được Văn đế đồng ý cho giải chức ở châu, giữ bản hiệu về kinh đô. Năm thứ 21 (444), Nghĩa Khánh mất ở kinh thành, hưởng thọ 42 tuổi. Được truy tặng Thị trung, Tư không, thụy là Khang vương.

## Tính cách
Nghĩa Khánh tính giản dị trong sạch, ít ham muốn; ông yêu thích văn học, bản thân tuy không quá giỏi, nhưng đủ để đứng đầu tông thất nhà Lưu Tống. Nghĩa Khánh nhiệm chức các nơi, không gây ra lỗi lầm gì, nhưng cuối đời hâm mộ đạo Phật, gây ra nhiều phí tổn.
Nghĩa Khánh từ nhỏ giỏi cưỡi ngựa, đến khi trưởng thành thì không lên ngựa nữa, tỏ ý không ham muốn binh sự. Nghĩa Khánh mời gọi kẻ sĩ có tài văn học, người ở xa gần đều đến. Khi ở Giang Châu, Nghĩa Khánh mời Viên Thục làm Vệ quân tư nghị tham quân; ngoài ra người Ngô Quận là Lục Triển, người Đông Hải là Hà Trường Du, Bảo Chiếu đều có văn tài, được ông tiến cử làm quan. Văn đế gởi thư cho Nghĩa Khánh, thường khen ngợi ông.

## Trước tác
Ở Kinh Châu, Nghĩa Khánh soạn Từ Châu tiên hiền truyện, 10 quyển, dâng lên triều đình. Lại theo lối Ban Cố soạn Điển dẫn, làm ra Điển tự, nhằm ca ngợi triều đại Lưu Tống.
Ở Giang Nam, Nghĩa Khánh tập hợp các nhà văn, biên soạn Thế thuyết tân ngữ, 8 quyển nhưng ngày nay chỉ còn 3 quyển. Thế thuyết tân ngữ là tác phẩm ghi chép dật sự trong những cuộc thanh đàm của sĩ đại phu từ cuối đời Đông Hán đến đời Tấn, góp phần phản ánh tư tưởng, sanh hoạt và trào lưu đương thời. Ngoài ra Nghĩa Khánh còn biên soạn U minh lục (còn gọi là U minh ký), ghi chép những dị sự liên quan đến quỷ thần linh quái, ngày nay không còn.

## Hậu nhân
- Lâm Xuyên Ai vương Lưu Diệp, làm đến Thông trực lang, bị Nguyên Hung sát hại.
Con Diệp là Lưu Xước, tự Tử Lưu, được kế tự vương tước, làm đến Bộ binh hiệu úy. Năm 479 cuối thời Lưu Tống Thuận đế, quyền thần Tiêu Đạo Thành sát hại Dương Vận Trường, Xước thừa cơ khuyên bạn thân của Vận Trường là Lăng Xuyên lệnh Phan Trí tham gia mưu đồ nổi dậy với mình. Trí tố cáo với Tiêu Đạo Thành, khiến Xước cùng anh em, đồng mưu đều bị hại, Lâm Xuyên vương quốc bị trừ bỏ.
- Lưu Diễn, làm đến Thái tử xá nhân.
- Lưu Kính, làm đến Tuyên Thành thái thú.
- Lưu Dĩnh, làm đến Tiền tướng quân.
- Lưu Thiến, làm đến Nam Tân Thái thái thú.